# Andrena hera
Andrena hera är en biart som beskrevs av Nurse 1904. Andrena hera ingår i släktet sandbin, och familjen grävbin. Inga underarter finns listade i Catalogue of Life.